# Bevitiky
Bevitiky est une commune urbaine malgache, chef-lieu du district de Bekily, située dans la partie centre-ouest de la région d'Androy.